# Vama (Suceava)
Pour les articles homonymes, voir Vama.
Vama est une commune du județ de Suceava en Roumanie.
Sa population était de 5 426 habitants en 2011.